# Arctesthes
Arctesthes là một chi bướm đêm thuộc họ Geometridae.